# Appledore (Kent)
Pour les articles homonymes, voir Appledore.
Appledore est un village et une paroisse civile située dans le District d'Ashford dans le comté du Kent, en Angleterre. Au moment du recensement de 2001, sa population était de 754 habitants.
Il était autrefois situé à l'embouchure de la Rother, mais le cours de celle-ci changea au XIIIe siècle à la suite de tempêtes. Aujourd'hui, le village se trouve sur la rive nord du Royal Military Canal.

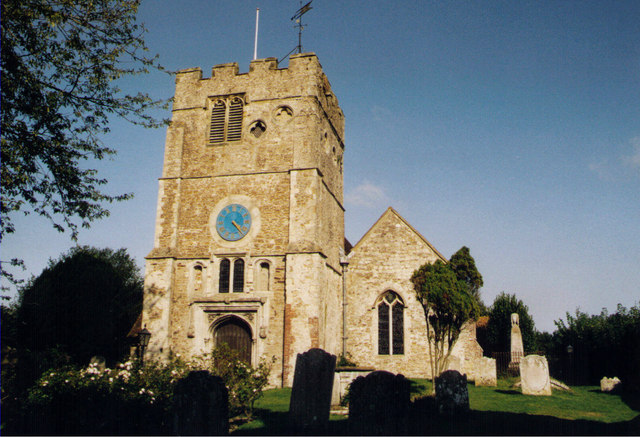
Église Saint-Pierre-et-Saint-Paul

L'église Saint-Pierre-et-Saint-Paul est classée comme monument historique de classe I.
Appledore possède une gare sur la ligne ferroviaire entre Ashford et Hastings dont le bâtiment principal est classé comme monument historique de classe II.

## Personnalités liées
- Caroline Winslow (1822-1896), née dans le village, une médecin des États-Unis